# 柳田国際法律事務所
柳田国際法律事務所（やなぎだこくさいほうりつじむしょ）は、日本の法律事務所。M&A、独禁法その他の企業法務、訴訟などが主な業務である。
王子製紙による北越製紙に対する敵対的買収に関しては、ホワイトナイトとして関与した日本製紙の法律顧問を務めている。

## 沿革
- 1972年（昭和47年）4月 - 濱田邦夫及び柳田幸男により、柳田濱田法律事務所（Hamada & Yanagida）が設立。
- 1975年（昭和50年）4月 - 柳田濱田法律事務所が分裂し、濱田松本法律事務所（Hamada & Matsumoto）と柳田法律事務所に。
- 1983年（昭和58年） - 柳田法律事務所、野村晋右をパートナーに迎え、柳田野村法律事務所（Yanagida & Nomura）に改称。
- 2009年（平成21年）6月 - 所長の野村晋右が分離し、野村綜合法律事務所を設立。
- 2010年（平成22年）1月 - 柳田国際法律事務所（Yanagida & Partners）に改称。

## 所属弁護士
- 柳田幸男
- 柳田一宏
- 柳田直樹
- 菊地元一